# Bathydraco
Bathydraco – rodzaj morskich ryb z rodziny z rodziny Bathydraconidae. 

## Występowanie
Południowy Atlantyk, Ocean Południowy (wokół Antarktydy), Morze Scotia.

## Klasyfikacja
Gatunki zaliczane do tego rodzaju:

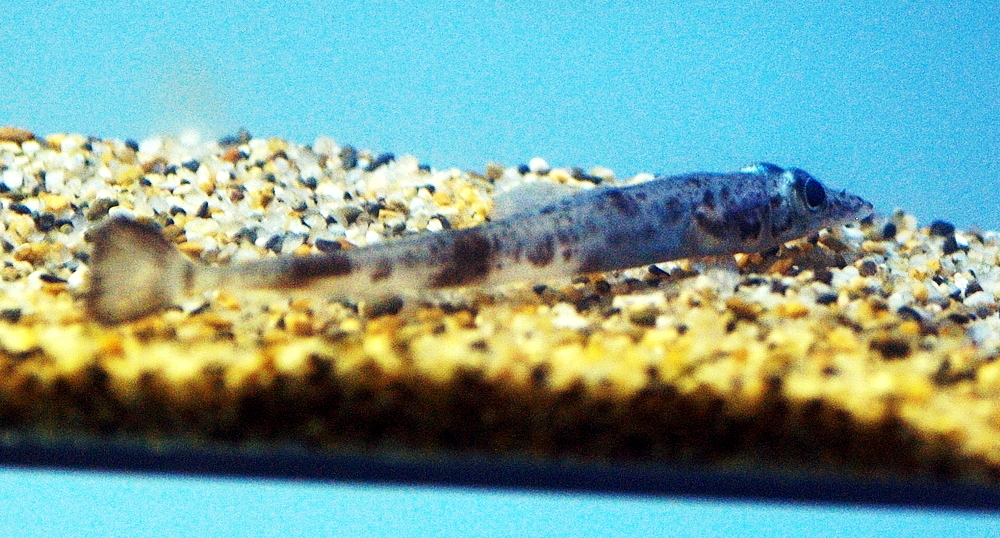

- Bathydraco antarcticus
- Bathydraco joannae
- Bathydraco macrolepis
- Bathydraco marri
- Bathydraco scotiae